# 135. peruť (Izrael)
135. peruť (hebrejsky טייסת 135‎) Izraelského vojenského letectva, také známá jako Lehká transportní peruť, je jednotka vybavená stroji Beechcraft Super King Air a Bonanza, dislokovaná na letišti Sde Dov.